# Поду Илоайей
Поду Илоайей (на румънски: Podu Iloaiei) е град в окръг Яш, североизточна Румъния. Населението му е около 9 600 души (2011).
Разположен е на 83 метра надморска височина в Молдовските възвишения, на 23 километра северозападно от град Яш и на 40 километра североизточно от Роман. Селището възниква през 1818 година, когато еврейски търговци получават от молдовския княз Скарлат Калимахи разрешение да основат тържище. Днес населението му е предимно румънско с 9% цигани и 9% неопределящи се етнически.